# Lappskimmerspindel
Lappskimmerspindel (Micaria tripunctata) är en spindelart som beskrevs av Holm 1978. Lappskimmerspindel ingår i släktet Micaria och familjen plattbuksspindlar. Arten är reproducerande i Sverige. Inga underarter finns listade i Catalogue of Life.